# Łotewskie Muzeum Etnograficzne
Łotewskie Muzeum Etnograficzne (łot. Latvijas Etnogrāfiskais brīvdabas muzejs) – skansen położony na obrzeżach Rygi, nad jeziorem Juglas.
Muzeum zostało założone w 1924 r., a otwarte osiem lat później. Obecnie na 87 hektarach znajduje się 118 obiektów drewnianej architektury ludowej oraz ponad 3 tysiące przedmiotów codziennego użytku. Najstarsze budynki sięgają XVI wieku, a najmłodsze lat 40. XX wieku; pochodzą z czterech historycznych krain dzisiejszej Łotwy: Kurlandii, Semigalii, Liwonii oraz Łatgalii. Większość to oryginały, jedynie nieliczne obiekty zrekonstruowano.
W muzeum organizuje się wystawy czasowe, występy zespołów folklorystycznych, a w kościele ewangelickim – koncerty organowe.

## Ekspozycja
Teren skansenu jest obecnie w dużej mierze porośnięty lasem, a budynki pogrupowane są najczęściej geograficznie lub tematycznie, tworząc niewielkie wioski.
Lista wybranych pojedynczych obiektów lub zespołów:
Kurlandia
- drewniany kościół ewangelicki z miejscowości Renda, z 1704 r., w muzeum od 1936 r.
- gospodarstwo emerytowanego żołnierza z Basi, 2 budynki z 1888 r., w muzeum od 1954 r.
- zagroda chłopska z Rucavy, 4 budynki z lat 1848–1862., w muzeum umieszczone w latach 1932–2004
- kuźnia z Mērsrags, z 1880 r., w muzeum od 1953 r.
- wioska rybacka, 15 budynków z początku XIX wieku do 1920 r., w muzeum umieszczone w latach 1938–1998
- magazyn portowy z Lipawy z 1697 r., w muzeum od 1940 r.

Liwonia
- gospodarstwo rybackie, 6 budynków z początku XIX do początku XX wieku, w muzeum umieszczone w latach 1966–1970
- zagroda chłopska, 11 budynków z lat 1730–1880, w muzeum umieszczone w latach 1928–1972
- łaźnia z letnią kuchnią z Tirzy, z 1840 r., w muzeum od 1939 r.
- dom tkacza z połowy XIX wieku, w muzeum od 1964 r.
- gospodarstwo bogatych chłopów z pierwszej połowy XX wieku, w muzeum od lat 90. XX wieku
- wiatrak z Pabaži z końca XIX wieku, w muzeum od 1990 r.

Łatgalia
- wioska wraz z kościołem katolickim z Rudzāti, 4 budynki z 1757 i 1815 r. (kościół), pozostałe zrekonstruowane, w muzeum umieszczone w latach 1935–1997
- zagroda chłopska, 5 budynków z lat 1750–1887, w muzeum umieszczone w latach 30. XX wieku (potem częściowo zrekonstruowane),
- wiatrak z początku XX wieku, w muzeum od 1969 (w 1972 r. zrekonstruowany)
- gospodarstwo garncarza, 3 budynki z XIX wieku, w muzeum umieszczone w latach 1957–1980
- gospodarstwo drwala z Pasiene, 4 budynki z XIX i XX wieku, w muzeum od lat 80. XX wieku (częściowo zrekonstruowane)
- cerkiew prawosławna z Rogovki, początek XX wieku, w muzeum od 1974 r.
- rosyjskie gospodarstwo rolne z Makašēnu, koniec XIX wieku, w muzeum umieszczone w latach 1972–1974
- wiatrak w stylu holenderskim z Rundēnu z 1814 r., w muzeum od 1935

Semigalia
- kościół ewangelicki z początku XVI wieku, w muzeum od 1937 r.
- wiatrak ze Šķibe z 1814 r., w muzeum od 1935 r.
- łaźnia (bania) z Iecavy z końca XIX w., w muzeum od 1952 r.
- gospodarstwo rolne, 6 budynków z XVIII i XIX wieku, w muzeum umieszczone w latach 1936–1937